# Karbuterol
Karbuterol (łac. carbuterolum) – wielofunkcyjny organiczny związek chemiczny z grupy katecholamin. Lek o działaniu sympatykomimetycznym, o krótkim czasie działania, działający selektywnie na receptory adrenergiczne β2.

## Mechanizm działania
Karbuterol jest selektywnym β-mimetykiem działającym na receptory β2, którego działanie utrzymuje się ponad 4 godzin, a maksymalny efekt następuje po 4 godzinach od podania.

## Zastosowanie
- skurcz oskrzeli

W 2015 roku żaden produkt leczniczy zawierający karbuterol nie był dopuszczony do obrotu w Polsce.

## Działania niepożądane
Obserwowano kołatania serca oraz drżenia mięśniowe, których nasilenie było zależne od dawki podanego leku.